# 엘샘니 오사마
엘샘니 오사마(일본어: エルサムニー・オサマ, 1988년 9월 29일 ~ )는 일본의 이집트계 축구 선수이다.

## 구단 경력
과거 도쿄 베르디, 테플리체, 몬테디오 야마가타, YSCC 요코하마에서 활동하였다.